# ایروینگ لرنر
ایروینگ لرنر (انگلیسی: Irving Lerner؛ ‏ ۷ مارس ۱۹۰۹ – ۲۵ دسامبر ۱۹۷۶) یک کارگردان فیلم اهل ایالات متحده آمریکا بود.

## گزیدهٔ فیلم‌شناسی

### کارگردان
- بن کیسی (۱۹۶۵–۱۹۶۱)
- آقای نواک (۱۹۶۳)
- شهر وحشت (۱۹۵۹)

### تهیه‌کننده فیلم
- فاتح غرب (۱۹۶۷)

### دستیار کارگردان
- یک وجب خاک خدا (۱۹۵۸)

### مشاور تدوین
- نیویورک، نیویورک (۱۹۷۷)

### تدوین‌گر
- اسپارتاکوس (۱۹۶۰) نامش در عنوان‌بندی نیامده[۱]